# Atac epilèptic
Un atac epilèptic o convulsió epilèptica (en anglès:Epileptic seizure) es defineix com un símptoma transitori d'activitat neurològica sincrònica "anormal, excessiva en el cervell". Els efectes poden ser suaus o molt aparents. Es poden manifestar en una alteració de l'estat mental, moviments tònics (en la fisiologia) o moviments convulsius i altres símptomes psíquics (com déjà vu o jamais vu). De vegades no s'acompanya per convulsions però la persona afectada perd el control del seu cos i cau a terra. Malgrat el seu nom, també pot ocórrer en persones que no pateixen epilèpsia.
Un 4% de les persones tindran un atac convulsiu cap a l'edat dels 80 anys amb una probabilitat de tenir-ne un segon que serà del 30% al 50%. El tractament pot reduir la probabilitat de patir un segon atac en un 50%.

## Classificació
Els diferents tipus d'atacs s'organitzen en la pràctica clínica segons com es localitza la font de l'atac dins el cervell (atacs parcials o focals) o segons com es distribueix (atacs generalitzats).

## Causes
Les causes "no provocades" d'aquests atacs són l'epilèpsia.
Algunes de les causes que la poden induir són:
- Deshidratació
- Privació de la son
- Cavernoma o malformació cavernosa.
- Malformació arteriovenosa (AVM)
- Dany traumàtic al cap
- Sobredosi de drogues
- Infecció, com l'encefalitis o meningitis
- Febre que porti a convulsions febrils
- Metabolisme alterat
- Síndrome d'abstinència de drogues
- Lesions al cervells per tumors, abscessos
- Atacs durant l'embaràs.
- Atacs en persones amb hidrocefàlia.
- Accident cerebral
- Accident hemorràgic
- En l'esclerosi múltiple els pacients rarament poden experimentar atacs

Alguns tractaments mèdics poden incrementar el risc d'atacs, com ara la teràpia electroconvulsiva (ECT) que deliberadament provoquen atacs per tractar la depressió major. Molts atacs tenen causes desconegudes.

## Diagnosi
Només un 25% de les persones que tenen atacs aparentment de tipus epilèptic tenen realment epilèpsia. És important distingir els atacs principalment epilèptics de les causes secundàries. Les anàlisis de sang, les puncions lumbars i esbrinar si s'han pres drogues poden ajudar per al diagnòstic.